# Christian Frederiksen
Christian Frederiksen (n. 31 ianuarie 1965, Lyngby-Taarbæk, amtul Copenhaga⁠(d), Danemarca) este un canoist ce a reprezentat Danemarca, medaliat olimpic. A participat la 4 ediții ale Jocurilor Olimpice (1988, 1992, 1996, 2000) în care a câștigat o medalie de argint.